# الغناده
الغناده (به عربی: الغنادة) یک شهرک در تونس است که در استان منستیر واقع شده‌است. الغناده ۵٬۱۰۰ نفر جمعیت دارد.